# San José de Colinas (ort)
San José de Colinas är en ort i Honduras.   Den ligger i departementet Departamento de Santa Bárbara, i den västra delen av landet, 160 km nordväst om huvudstaden Tegucigalpa. San José de Colinas ligger 320 meter över havet och antalet invånare är 3 985.
Terrängen runt San José de Colinas är varierad. Runt San José de Colinas är det tätbefolkat, med 591 invånare per kvadratkilometer. Närmaste större samhälle är Santa Bárbara, 14,4 km sydost om San José de Colinas.  